# جنكشن بوينت ستوديوز
جنكشن بوينت ستوجيوز (بالإنجليزية: Junction Point Studios)‏ كانت شركة أمريكية متخصصة في ألعاب الفيديو، تأسست عام 2005 وكان مقرها يقع في أوستن، تكساس. تم تأسيسها عن طريق وارن سبيكتور وهو مصمم ألعاب فيديو. عملت الشركة في تطوير ألعاب الفيديو وكانت مملوكة لديزني إنترأكتيف ستوديوز التابعة لشركة والت ديزني. تم إغلاق الستوديو وتم حل الشركة في 2013.

## بعض ألعابها
- إيبك ميكي
- إيبك ميكي 2: ذا باور أوف تو